# Federico de Castro y Bravo
Federico de Castro y Bravo (Sevilla, 21 oktober 1903 – Madrid, 19 april 1983) was een Spaans rechtsgeleerde. Sinds 1929 was hij hoogleraar. Hij sloot zijn carrière in de jaren zeventig af als rechter van het Internationaal Gerechtshof.

## Levensloop
De Castro promoveerde in 1926 in geschiedenis aan de Complutense Universiteit van Madrid en een jaar later in rechtsgeleerdheid. In 1929 was hij plaatsvervangend hoogleraar aan de Universiteit van Sevilla, vanaf 1930 gewoon hoogleraar in burgerlijk recht aan de Universiteit van La Laguna, vanaf 1931 aan de Universiteit van Salamanca en vanaf 1933 opnieuw aan de Universiteit van Sevilla. In 1934 werd hij hoogleraar aan de Complutense Universiteit, waar hij naast burgerlijk recht ook internationaal privaatrecht doceerde. In 1961 doceerde hij daarnaast aan de Haagsche Academie voor Internationaal Recht.
De Castro was lid van de Real Academia de Jurisprudencia y Legislación (Koninklijke Academie voor Jurisprudentie en Wetgeving). In 1948 richtte hij het gerenommeerde juridische tijdschrift Anuario de Derecho Civil op. Tussen 1952 en 1955 publiceerde hij Derecho civil de España, een werk van drie delen dat een beduidend leerboek is in Spanje op het gebied van burgerlijk recht. Verder is hij mede-uitgever van Revista española de Derecho internacional, vertaald: Spaans tijdschrift voor internationaal recht.
Naast zijn academische loopbaan was hij juridisch adviseur voor het Ministerie van Buitenlandse Zaken op het gebied van internationaal recht. Ook was hij lid van de Spaanse delegatie tijdens de zevende zitting van de Haagse Conferentie voor Internationaal Privaatrecht in 1951. Van 1968 tot 1969 leidde hij de Spaanse delegatie tijdens de onderhandelen voor het Weens Verdragenverdrag. In de periode van 1970 tot 1979 diende De Castro als rechter aan het Internationaal Gerechtshof in Den Haag; ervoor was hij al eens aangetreden als ad-hocrechter voor het hof.

## Werk (selectie)
- 1957: Compendio de Derecho civil, Madrid, herdrukken in 1964 en 1970
- 1959: Código civil de España, Madrid
- 1984: La persona jurídica, Madrid
- 1952-1955: Derecho civil en España, twee delen, Madrid, herdrukken in 1984 en 2008

- Biblioteca Nacional de España: XX1720398
- Bibliothèque nationale de France: cb12291971w (data)
- CiNii: DA14549689
- Gemeinsame Normdatei: 1041662416
- International Standard Name Identifier: 0000 0000 8093 8090
- Library of Congress Control Number: n50056892
- Nederlandse Thesaurus van Auteursnamen: 07268772X
- Istituto Centrale per il Catalogo Unico: PUVV209555
- Système universitaire de documentation: 031765181
- Virtual International Authority File: 14835345
- WorldCat: E39PBJhRJMdFpRBhXM99K7Ytrq